# キム・ドンジュン
キム・ドンジュンは、（1992年2月11日 - ）は、韓国の歌手、俳優である。韓国の男性アイドルグループ ZE:Aのメンバーである。釜山出身。

## ディスコグラフィー

### 曲
| 年   | 曲名                                | 備考                    |
| ---- | ----------------------------------- | ----------------------- |
| 2009 | "Burning Down" (Sori feat. Dongjun) |                         |
| 2014 | "Take My Hand" (with SoReal)        | Climb The Sky Walls OST |
| 2016 | "Healing" (feat. Jang)              | デジタルシングル        |

## 出演

### ドラマ
- 検事プリンセス（2010年、SBS）
- 美少女キラーK（2011年、CGV） - コ・ヨンミン役
- ヨンド橋を渡る（2012年、KBS） - オ・ジフン役
- 天命（2013年、KBS） - ムミョン役
- 後遺症（2014年、WEB） - アン・デヨン役
- 空壁を登る（2014年、KBS） - テホ役
- 恋する下宿24番地（2014年、MBC） - キム・ドンジュン役
- About Love（2015年、WEB） - ジュヌ役
- 選択（2015年、WEB） - チェ・ミンヒョク役
- 町の弁護士チョ・ドゥルホ（2016年、KBS） - キム・ユシン役
- 輝けウンス（2016年-2017年、KBS） - ユン・スホ役
- ブラック（2017年、OCN） - オ・マンス役
- アバウトタイム〜止めたい時間〜（2018年、tvN） - チョ・ジェユ役
- 補佐官season1(2019年、JTBC・Netflix) - ハン・ドギョン役
- 補佐官season2(2019年、JTBC・Netflix) - ハン・ドギョン役
- 場合の数（2020年、JTBC） - オン・ジュンス役
- 朝鮮駆魔師（2021年、SBS） - ビョリ役

### 映画
- ある会社員（2012年） - ラ・フン役
- Dead Again（2015年） - ジョンフン役

## 受賞歴
- 2017年KBS演技大賞 連続ドラマ部門男優秀演技賞